# 9452 Rogerpeeters
9452 Rogerpeeters (1998 DY33) là một tiểu hành tinh vành đai chính được phát hiện ngày 27 tháng 2 năm 1998 bởi E. W. Elst ở Đài thiên văn Nam Âu.